# Jill Bayings
Jill Bayings  (Terheijden, 23 februari 2001) is een Nederlands voetbalspeelster. Ze speelt doorgaans als middenvelder. Bayings komt uit voor het Engelse Aston Villa in de Super League.

## Clubcarrière
Bayings begon in de jeugd van SV Terheijden en Madese Boys, en ging toen bij CTO Eindhoven het KNVB-programma volgen. Na een kruisbandblessure in januari 2018 kwam ze terug in Oranje O19, waar ze regelmatig belangrijke doelpunten scoorde.
In het seizoen 2019–20 kwam Bayings voor sc Heerenveen uit in de Nederlandse Eredivisie.
Sinds seizoen 2020–21 komt Bayings voor SGS Essen uit in de Duitse GOOGLE PIXEL Bundesliga. Op 1 juli 2022 stapte ze over naar Bayer 04 Leverkusen. Op 1 juli 2023 stapte ze over naar FC Bayern München. Om meer speelminuten te kunnen maken, werd Bayings in het seizoen 2024/25 verhuurd aan het Engelse Aston Villa. In juli 2025 maakte ze de definitieve overstap naar Aston Villa, dat een transfersom betaalde voor haar komst.

## Statistieken
| Seizoen | Club                | Land      | Competitie   | Wedstrijden | Doelpunten |
| ------- | ------------------- | --------- | ------------ | ----------- | ---------- |
| 2019/20 | sc Heerenveen       | Nederland | Eredivisie   | 12          | 0          |
| 2020/21 | SGS Essen           | Duitsland | Bundesliga   | 22          | 2          |
| 2021/22 | SGS Essen           | Duitsland | Bundesliga   | 21          | 1          |
| 2022/23 | Bayer 04 Leverkusen | Duitsland | Bundesliga   | 22          | 7          |
| 2023/24 | Bayern München      | Duitsland | Bundesliga   | 14          | 0          |
| 2024/25 | Aston Villa WFC     | Engeland  | Super League | 12          | 0          |
| 2025/26 | Aston Villa WFC     | Engeland  | Super League | 0           | 0          |
| Totaal  | Totaal              | Totaal    | Totaal       | 103         | 10         |

Laatste update: 16 juli 2025

## Interlandcarrière
Op 18 maart 2015 speelde Bayings haar eerste interland tegen België voor Oranje O15. Vervolgens kwam ze uit voor Oranje O16, Oranje O17 en Oranje O19.
In 2019 scoorde Bayings in de halve finale van het Europees kampioenschap voetbal vrouwen onder 19 - 2019.
In oktober 2021 maakte Bayings haar debuut voor het Nederlands vrouwenvoetbalelftal in de WK-kwalificatiewedstrijd tegen Cyprus.